# NHK江良テレビ中継局
NHK江良テレビ中継局（エヌエイチケイえらテレビちゅうけいきょく）は、北海道松前郡松前町茂草に設置されていたNHK函館放送局のテレビ中継局。

## 概要
- 松前郡松前町茂草のぬかもり山に置かれ、該当地区などへ電波を発射していた。
- NHK函館放送局のテレビ中継局のみ中継局を置く。
- なお、在札民放テレビ局は、奥尻大成中継局をパラボラメッシュ（高利得）アンテナにより、ケーブルを通じて共同受信している。また、個別でパラスタックアンテナを青森県に向けると、青森県の民放を受信できることもある。

## 中継局概要
| チャンネル | 放送局名     | 空中線 電力       | ERP                | 偏波面   | 放送対象地域          | 放送区域 内世帯数 | 開局日         | 廃止日          |
| ---------- | ------------ | ----------------- | ------------------ | -------- | --------------------- | ----------------- | -------------- | --------------- |
| 1          | NHK 函館教育 | 映像10W/ 音声2.5W | 映像71W/ 音声17.5W | 水平偏波 | 全国                  | -                 | 1969年 8月20日 | 2010年 11月15日 |
| 3          | NHK 函館総合 | 映像10W/ 音声2.5W | 映像69W/ 音声17W   | 水平偏波 | 道南圏 （渡島・檜山） | -                 | 1969年 8月20日 | 2010年 11月15日 |

- 地デジは上記の通り、ケーブルによる共同受信でカバーできるため、当初は2011年7月24日のアナログ放送終了と同時に運用を終える予定だったが、直接受信している世帯が皆無となったため予定より9ヶ月ほど繰り上げ、2010年11月15日をもって運用を終えた[2]。